# Yamazaki Ryohei
Ryōhei Yamazaki (山崎 亮平 Yamazaki Ryōhei, sinh ngày 14 tháng 3 năm 1989) là một cầu thủ bóng đá người Nhật Bản thi đấu cho Kashiwa Reysol ở J1 League.

## Sự nghiệp câu lạc bộ
Sau 8 mùa giải với Jubilo Iwata, Yamazaki quyết định ký hợp đồng với Albirex Niigata.

## Sự nghiệp quốc tế

### Đại hội Thể thao châu Á 2010
Ngày 23 tháng 9 năm 2010, Yamazaki được chọn vào đội tuyển U-21 Nhật Bản tham dự Đại hội Thể thao châu Á 2010 tổ chức ở Quảng Châu, Trung Quốc.

## Thống kê sự nghiệp

### Câu lạc bộ
Cập nhật đến ngày 12 tháng 1 năm 2018.
| Thành tích câu lạc bộ | Thành tích câu lạc bộ | Thành tích câu lạc bộ | Giải vô địch | Giải vô địch | Cúp                   | Cúp                   | Cúp Liên đoàn | Cúp Liên đoàn | Châu lục | Châu lục  | Tổng cộng | Tổng cộng |
| Mùa giải              | Câu lạc bộ            | Giải vô địch          | Số trận      | Bàn thắng    | Số trận               | Bàn thắng             | Số trận       | Bàn thắng     | Số trận  | Bàn thắng | Số trận   | Bàn thắng |
| Nhật Bản              | Nhật Bản              | Nhật Bản              | Giải vô địch | Giải vô địch | Cúp Hoàng đế Nhật Bản | Cúp Hoàng đế Nhật Bản | Cúp Liên đoàn | Cúp Liên đoàn | Châu Á   | Châu Á    | Tổng cộng | Tổng cộng |
| --------------------- | --------------------- | --------------------- | ------------ | ------------ | --------------------- | --------------------- | ------------- | ------------- | -------- | --------- | --------- | --------- |
| 2007                  | Júbilo Iwata          | J1                    | 0            | 0            | 0                     | 0                     | 1             | 0             | -        | -         | 1         | 0         |
| 2008                  | Júbilo Iwata          | J1                    | 6            | 0            | 0                     | 0                     | 1             | 0             | -        | -         | 7         | 0         |
| 2009                  | Júbilo Iwata          | J1                    | 0            | 0            | 0                     | 0                     | 0             | 0             | -        | -         | 0         | 0         |
| 2010                  | Júbilo Iwata          | J1                    | 4            | 0            | 2                     | 0                     | 5             | 2             | -        | -         | 11        | 2         |
| 2011                  | Júbilo Iwata          | J1                    | 19           | 4            | 2                     | 0                     | 4             | 1             | -        | -         | 25        | 5         |
| 2012                  | Júbilo Iwata          | J1                    | 26           | 2            | 3                     | 2                     | 3             | 1             | -        | -         | 32        | 5         |
| 2013                  | Júbilo Iwata          | J1                    | 21           | 4            | 1                     | 1                     | 4             | 3             | -        | -         | 26        | 8         |
| 2014                  | Júbilo Iwata          | J2                    | 39           | 8            | 2                     | 2                     | -             | -             | -        | -         | 41        | 10        |
| Tổng                  | Tổng                  | Tổng                  | 115          | 18           | 10                    | 5                     | 18            | 7             | -        | -         | 143       | 30        |
| 2015                  | Albirex Niigata       | J1                    | 33           | 5            | 0                     | 0                     | 9             | 4             | -        | -         | 42        | 9         |
| 2016                  | Albirex Niigata       | J1                    | 28           | 2            | 1                     | 1                     | 4             | 1             | -        | -         | 33        | 4         |
| 2017                  | Albirex Niigata       | J1                    | 31           | 2            | 0                     | 0                     | 2             | 0             | -        | -         | 33        | 2         |
| Tổng                  | Tổng                  | Tổng                  | 92           | 9            | 1                     | 1                     | 15            | 5             | -        | -         | 108       | 15        |
| 2018                  | Kashiwa Reysol        | J1                    | 0            | 0            | 0                     | 0                     | 0             | 0             | 0        | 0         | 0         | 0         |
| Tổng                  | Tổng                  | Tổng                  | 0            | 0            | 0                     | 0                     | 0             | 0             | 0        | 0         | 0         | 0         |
| Tổng cộng sự nghiệp   | Tổng cộng sự nghiệp   | Tổng cộng sự nghiệp   | 207          | 27           | 11                    | 6                     | 33            | 12            | 0        | 0         | 251       | 45        |

1Bao gồm Cúp Hoàng đế Nhật Bản.
2Bao gồm J. League Cup.

### Quốc tế
Tính đến 23 tháng 6 năm 2011
| Đội tuyển quốc gia | Năm  | Số trận | Bàn thắng |
| ------------------ | ---- | ------- | --------- |
| U-19 Nhật Bản      | 2007 | 5       | 5         |
| U-19 Nhật Bản      | 2008 | 5       | 4         |
| U-19 Nhật Bản      | Tổng | 10      | 9         |
| U-22 Nhật Bản      | 2010 | 9       | 2         |
| U-22 Nhật Bản      | 2011 | 7       | 1         |
| U-22 Nhật Bản      | Tổng | 16      | 3         |

| Số lần ra sân và bàn thắng quốc tế | Số lần ra sân và bàn thắng quốc tế | Số lần ra sân và bàn thắng quốc tế        | Số lần ra sân và bàn thắng quốc tế        | Số lần ra sân và bàn thắng quốc tế | Số lần ra sân và bàn thắng quốc tế | Số lần ra sân và bàn thắng quốc tế                             |
| #                                  | Ngày                               | Địa điểm                                  | Đối thủ                                   | Kết quả                            | Bàn thắng                          | Giải đấu                                                       |
| 2007                               | 2007                               | 2007                                      | 2007                                      | 2007                               | 2007                               | 2007                                                           |
| ---------------------------------- | ---------------------------------- | ----------------------------------------- | ----------------------------------------- | ---------------------------------- | ---------------------------------- | -------------------------------------------------------------- |
|                                    | 6 tháng 11                         | Sân vận động Suphachalasai, Băng Cốc      | U-18 Trung Hoa Đài Bắc                    | 3–1                                | 1                                  | Vòng loại Giải vô địch bóng đá trẻ châu Á 2008 / U-18 Nhật Bản |
|                                    | 8 tháng 11                         | Sân vận động Suphachalasai, Băng Cốc      | U-18 Maldives                             | 1–0                                | 0                                  | Vòng loại Giải vô địch bóng đá trẻ châu Á 2008 / U-18 Nhật Bản |
|                                    | 12 tháng 11                        | Sân vận động Suphachalasai, Băng Cốc      | U-18 Myanmar                              | 8–0                                | 2                                  | Vòng loại Giải vô địch bóng đá trẻ châu Á 2008 / U-18 Nhật Bản |
|                                    | 14 tháng 11                        | Sân vận động Suphachalasai, Băng Cốc      | Laos U18                                  | 5–0                                | 1                                  | Vòng loại Giải vô địch bóng đá trẻ châu Á 2008 / U-18 Nhật Bản |
|                                    | 18 tháng 11                        | Sân vận động Thái Lan-Nhật Bản, Băng Cốc  | U-18 Thái Lan                             | 3–2                                | 1                                  | Vòng loại Giải vô địch bóng đá trẻ châu Á 2008 / U-18 Nhật Bản |
| 2008                               |                                    |                                           |                                           |                                    |                                    |                                                                |
|                                    | 21 tháng 1                         | Sân vận động Qatar SC, Doha               | U-19 Ai Cập                               | 3–0                                | 0                                  | 2008 Qatar International Friendship Tournament / U-19 Nhật Bản |
|                                    | 23 tháng 1                         | Sân vận động Qatar SC, Doha               | U-19 Đức                                  | 4–2                                | 1                                  | 2008 Qatar International Friendship Tournament / U-19 Nhật Bản |
|                                    | 25 tháng 1                         | Sân vận động Qatar SC, Doha               | U-19 Ba Lan                               | 0–1                                | 0                                  | 2008 Qatar International Friendship Tournament / U-19 Nhật Bản |
|                                    | 28 tháng 1                         | Sân vận động Qatar SC, Doha               | U-19 Trung Quốc                           | 2–1                                | 0                                  | 2008 Qatar International Friendship Tournament / U-19 Nhật Bản |
|                                    | 30 tháng 1                         | Sân vận động Qatar SC, Doha               | U-19 Ba Lan                               | 6–1                                | 3                                  | 2008 Qatar International Friendship Tournament / U-19 Nhật Bản |
| 2010                               |                                    |                                           |                                           |                                    |                                    |                                                                |
|                                    | 18 tháng 5                         | Stade du Ray, Nice                        | U-21 Bờ Biển Ngà                          | 0–3                                | 0                                  | 2010 Toulon Tournament / U-21 Nhật Bản                         |
|                                    | 20 tháng 5                         | Sân vận động Perruc, Hyères               | U-21 Pháp                                 | 1–4                                | 0                                  | 2010 Toulon Tournament / U-21 Nhật Bản                         |
|                                    | 22 tháng 5                         | Le Grand Stade, Le Lavandou               | U-21 Colombia                             | 0–3                                | 0                                  | 2010 Toulon Tournament / U-21 Nhật Bản                         |
|                                    | 8 tháng 11                         | Sân vận động Thiên Hà, Quảng Châu         | U-21 Trung Quốc                           | 3–0                                | 1                                  | Đại hội Thể thao châu Á 2010 / U-21 Nhật Bản                   |
|                                    | 10 tháng 11                        | Sân vận động Huadu, Quảng Châu            | U-23 Malaysia                             | 2–0                                | 0                                  | Đại hội Thể thao châu Á 2010 / U-21 Nhật Bản                   |
|                                    | 16 tháng 11                        | Trung tâm Thể thao Huangpu, Quảng Châu    | India U21                                 | 5–0                                | 1                                  | Đại hội Thể thao châu Á 2010 / U-21 Nhật Bản                   |
|                                    | 19 tháng 11                        | Trung tâm Thể thao Huangpu, Quảng Châu    | U-23 Thái Lan                             | 1–0                                | 0                                  | Đại hội Thể thao châu Á 2010 / U-21 Nhật Bản                   |
|                                    | 23 tháng 11                        | Sân vận động Việt Tú Sơn, Quảng Châu      | U-23 Iran                                 | 2–1                                | 0                                  | Đại hội Thể thao châu Á 2010 / U-21 Nhật Bản                   |
|                                    | 25 tháng 11                        | Sân vận động Thiên Hà, Quảng Châu         | U-23 Các Tiểu vương quốc Ả Rập Thống nhất | 1–0                                | 0                                  | Đại hội Thể thao châu Á 2010 / U-21 Nhật Bản                   |
| 2011                               |                                    |                                           |                                           |                                    |                                    |                                                                |
|                                    | 9 tháng 2                          | Sân vận động Mohammed Al-Hamad, Hawalli   | Kuwait                                    | 0–3                                | 0                                  | Giao hữu / U-22 Nhật Bản                                       |
|                                    | 12 tháng 2                         | Sân vận động Quốc gia Bahrain, Manama     | U-22 Bahrain                              | 2–0                                | 1                                  | Giao hữu / U-22 Nhật Bản                                       |
|                                    | 26 tháng 3                         | Sân vận động Pakhtakor Markaziy, Tashkent | U-22 Uzbekistan                           | 0–1                                | 0                                  | Giao hữu / U-22 Nhật Bản                                       |
|                                    | 29 tháng 3                         | Sân vận động JAR, Tashkent                | U-22 Uzbekistan                           | 2–1                                | 0                                  | Giao hữu / U-22 Nhật Bản                                       |
|                                    | 1 tháng 6                          | Sân vận động Niigata, Niigata             | U-22 Úc                                   | 3–1                                | 0                                  | Giao hữu / U-22 Nhật Bản                                       |
|                                    | 19 tháng 6                         | Sân vận động Toyota, Toyota               | U-22 Kuwait                               | 3–1                                | 0                                  | Thế vận hội Mùa hè 2012 qualification / U-22 Nhật Bản          |
|                                    | 23 tháng 6                         | Sân vận động Mohammed Al-Hamad, Hawalli   | U-22 Kuwait                               | 1–2                                | 0                                  | Thế vận hội Mùa hè 2012 qualification / U-22 Nhật Bản          |

## Giải thưởng và danh hiệu

### Nhật Bản
- Đại hội Thể thao châu Á: 2010